# Союз художников Республики Абхазия
Союз художников Республики Абхазия — творческая общественная организация, учреждённая на добровольном объединение профессиональных художников и искусствоведов частично признанной Республики Абхазии.

## История
В 1939 году, по инициативе преподавателей Сухумского художественного училища, был учреждён Союз художников Абхазской АССР.
В 1940 году Союз сумел организовать выставку работ абхазских живописцев и скульпторов. Данная организация была разделена на секции.
10 февраля 1941 года на территории Абхазской АССР был учреждён республиканский Союз художников, действовавший в координации с Союзом художников СССР и другими республиканскими Союзами.
В 1941-42 гг экспонировались работы на тему Великой Отечественной войны.
В 1946 проходит выставка в Тбилиси, где экспонируются следующие художники: Г. Д. Гулиа, О. А. Сегаль, В. С. Контарев, И. П. Цомая, В. Ф. Европина, Б. Семенов, В. Я. Щеглов и др.
В 1947 году в Сухуме проходит масштабная выставка, на которой экспонируются более 150 работ художников, посвященных темам Великой Отечественной войны, послевоенному строительству, промышленности.
В 50-е годы Союз Художников Абхазии пополнился именами М. Е. Эшба, В. Д. Бубновой, А. И. Размадзе, В. Орелкина, Л. Л. Таниа и др. В этот же период в Схуме открываются Абхазские художественно-производственные мастерские Худфонда, целью которых является поддержка материального положения творческих работников.
60-е характеризуются бурным ростом национальных профессиональных художественных кадров, проведение выставок за пределами Абхазии.
Популярными стали Х. Т. Авидзба, С. М. Габелиа, З. К. Джинджолиа, Т. У. Ампар, В. В. Гамгиа, В. И. Хурхумал, В. К. Лакрба, С. А. Цвижба, Ю. В. Чкадуа, В. Е. Иванба, Г. З. Лакоба и многие другие.
С 1970-е художники-керамисты ездила в Конаково в творческие командировки.
В годы грузино-абхазского конфликта художники Союза продолжали работать и экспонироваться. Выпускали журнал карикатур, осуждающий войну.
Союз художников пополняется благодаря Сухумскому художественному училищу и графическому отделению Абхазского Государственного Университета.
Члены Союза Художников принимают участие в оформлении скверов, парков, городов и сел.
В 2008, 2009 году проходил автопробег «Россия -Абхазия», который несколько лет проводят художники городов Ростова-на-Дону (Россия) и Сухума (Республика Абхазия).
В 2011 году Союз художников Абхазии отметил своё 70-летие с приуроченной к этому юбилею выставкой в Центральном выставочном зале, а также презентацией каталога.

## Члены Союза художников Абхазии
- Авидзба Тимур Хутович (род. 1968), художник.
- Авидзба Владимир Григорьевич.
- Адлейба Амиран Сардионович (род. 1952), скульптор.
- Адлейба Астанда Дмитриевна.
- Ампар Адгур Тариэлович, художник.
- Аргун Ахра Гуликович.
- Арсалия Эльвира Анатольевна, художник по костюмам.
- Атейба Галина Габриеловна.
- Ахуба Асида Славовна.
- Ахуба Тимур Валерьевич.
- Ачба Заур Саатбеевич.
- Ашкарян Максим Генадьевич
- Багателия Валерий Сакратович.
- Барциц Геннадий Шотович.
- Бигуаа Мадина Константиновна.
- Будяк Людмила Ивановна.
- Бояджан Александр Борисович.
- Воуба Владимир Владимирович.
- Возба Саид Зурабович.
- Габлия Руслан Тониевич.
- Габелия Лаша Сергеевич.
- Гамгия Геннадий Сергеевич.
- Гуськова Екатерина Сергеевна.
- Делба Владимир Михайлович, художник.
- Джения Виталий Викторович.
- Джопуа, Батал Рушниевич, художник.
- Дзидзария Адгур Георгиевич[вд], художник.
- Джинджолия Зоя Квашовна.
- Дзидзария Тимур Сергеевич.
- Дочия Гарри Шалвович.
- Еник Леонид Шамелович.
- Зарандия Отари Иродович.
- Зелинская Ольга Анатольевна.
- Жеткар Зиуар.
- Кацба Виталий Янкович.
- Какалия Алиса Георгиевна.
- Курмазия Алхас Валерьевич.
- Ласурия Беслан Константинович.
- Лабахуа Архип Зурабович, скульптор.
- Лидов Сергей Львович.
- Лидова Наталья Сергеевна.
- Логуа Нугзар Чичикоевич (род. 1956), художник
- Любосей Анна Андрониковна.
- Мелконян Азниф Дживановна.
- Мукба Заур Кокович.
- Мукба Анзор Леанидович.
- Мхонджия Василий Киаминович.
- Нанба Аслан Тучбевич.
- Назарова Надежда Николаевна.
- Панченко Игорь Николаевич.
- Пилия Адгур Хутович.
- Пилия Мария Давидовна.
- Пкин Астанда Леонидовна.
- Ромин Геннадий Валерьевич (Ген՚Эрген)
- Сакания Сурам Михайлович.
- Тарба Валериан Владимирович
- Торосян Сосун Оганесович.
- Хагба Апща Киасоуевна.
- Хурхумал Валентина Исмаиловна, скульптор
- Хочава Рудольф Ираклиевич.
- Хочава Эльдар Рудикович.
- Хибба Сергей Ч. (Митя).
- Цвижба, Виссарион Акунович (род. 1943), художник
- Цвижба Нодар Сордианович (Гыча)
- Цвижба Илья Викторович (Илюша)
- Цвижба Мактина Кибеевна.
- Цвижба Тимур Руфбеевич
- Цвижба Маяна Нодариевна.
- Чхамалия Руслан Григорьевич.
- Черкезия Куараса Амирановна.

### Бывшие члены Союза
- Аджба, Заур Кучович (1956—1993), художник
- Ампар, Тариэл Ахматович[вд] (1937—1998), художник
- Габелия, Сергей Михайлович (1939—1997), художник
- Чкадуа, Юрий Владимирович (1939—2009), скульптор
- Эшба, Марина Ефремовна (1924—2002), скульптор
- Барцыц, Рауф Чинчорович (род. 1954), график
- Инал‐Ипа, Константин (род.1963), художник
- Тарба, Беслан, художник
- Шервашидзе‐Чачба, Алексей Леонидович (род. 1959), художник